# Kamensk-Ural'skij
Kamensk-Ural'skij è una città della Russia siberiana estremo occidentale (Oblast' di Sverdlovsk), situata nell'estrema parte meridionale della oblast', alla confluenza dei fiumi Kamenka e Iset', 100 km a sud del capoluogo Ekaterinburg; dal punto di vista amministrativo dipende direttamente dalla Oblast', ed è capoluogo del distretto omonimo.

## Società

### Evoluzione demografica
Fonte: mojgorod.ru
- 1926: 5.000
- 1939: 50.900
- 1959: 141.000
- 1979: 187.400
- 1989: 207.800
- 2007: 181.600